# Blanche Monnier
Blanche Monnier, conosciuta come la Sequestrata di Poitiers (in francese la Séquestrée de Poitiers; Poitiers, 1º marzo 1849 – Blois, 13 ottobre 1913), è stata una cittadina francese nota per essere stata segregata in casa per 25 anni.

## Biografia
Blanche Monnier nacque il 1º marzo 1849 a Poitiers, in Francia; ebbe un'infanzia normale, ma da adolescente sviluppò un rapporto conflittuale con la madre. Nel 1876 si innamorò, ricambiata, di un ricco avvocato parigino protestante e repubblicano di trent'anni più anziano, ma la famiglia osteggiò il loro rapporto. Nel 1882 il padre, Charles-Emile (nato ad Amiens il 12 marzo 1820), professore di lettere all'Università di Poitiers, morì e Blanche rimase con la madre Louise-Léonide Demarconnay (nata a Poitiers il 28 novembre 1825). Il fratello Marcel (Poitiers, 29 febbraio 1848) era sposato e aveva ricoperto la carica di sottoprefetto di Puget-Théniers. Intorno al 1882 si perdono le tracce di Blanche.
Il 22 maggio 1901 arrivò una lettera anonima al Procuratore generale della città:
Il giorno successivo i poliziotti compirono una retata nell'appartamento di 21, rue de la Visitation (oggi rue Arthur Ranc), e vi ritrovarono Blanche in stato di inedia ed estrema sporcizia, ridotta a pesare meno di 30 chili. La situazione di Blanche venne descritta in questo modo dopo quasi un quarto di secolo chiusa nella stessa stanza:
Il 1º giugno 1901 Blanche Monnier fu ricoverata presso l'Hôtel-Dieu di Parigi, dove si dimostrò amabile e ben disposta verso le suore e i medici che la curarono; acconsentì a essere lavata e vestita e in breve tempo accettò del cibo. Tuttavia le sue facoltà mentali rimasero compromesse per sempre: parlava come una bambina di cinque anni, aggiungendo sempre gli aggettivi cher e petit (caro e piccolo) a qualunque cosa o persona si stesse riferendo; ad esempio, chiamava la stanza ov'era stata rinchiusa mon cher petit trou ("il mio caro piccolo buco"), e mostrava una forte nostalgia per la vita da reclusa che vi conduceva. Aveva forti difficoltà nel ricordare il passato: sembrava per esempio in grado di riconoscere la casa che i Monnier avevano in campagna, a Migné, ma diceva di aver dormito nella sua "cara piccola grotta" ("ma chére pètite grotte"); si scoprì in seguito che si riferiva a una cappella che sorgeva nel giardino della casa, dove tra l'altro non aveva mai dormito.
Blanche rispondeva quasi sempre di buon grado alle domande che le venivano poste, anche se le risposte consistevano in frasi incoerenti ripetute all'eccesso: se le veniva rivolta una domanda a cui non intendeva rispondere, scoppiava a ridere o si nascondeva sotto le coperte. Se qualcuno le parlava di suo fratello, si mostrava affettuosa ma risentita, mentre la menzione di sua madre la rendeva inquieta. Rifiutò comunque di incontrare entrambi i familiari, che non rivide mai più.
Marcel e Louise furono arrestati e sottoposti a processo. Durante il procedimento giudiziario emersero particolari che destarono scalpore: furono infatti ascoltate Juliette DuPuis ed Eugenie Tabeau, due domestiche della famiglia Monnier, le quali rilasciarono dichiarazioni contraddittorie; entrambe conoscevano bene Blanche e si dissero consapevoli del fatto che vivesse reclusa nella sua stanza, ma non furono in grado di spiegare perché non avessero mai avvertito le autorità. Dissero inoltre di essersi prese cura di lei, nonostante i divieti di sua madre: la donna proibiva loro di lavarla e vestirla, ma faceva cambiare spesso le lenzuola e si preoccupava che il cibo le venisse somministrato a orari regolari. La donna si giustificava evasivamente, dicendo che sua figlia era molto malata e che quella era la sua volontà.
Il fratello dichiarò inizialmente che la gestione di Blanche era stata oggetto di una furiosa disputa con sua madre, che lo aveva portato a lasciare la casa e abbandonare le due donne. In seguito emerse che l'uomo, che abitava in una palazzina dirimpetto, in realtà faceva visita quasi quotidianamente alla sorella, con la quale trascorreva anche otto ore al giorno leggendole poesie e dipingendo ritratti. Né lui né la madre furono in grado di spiegare perché non avessero mai allertato le autorità delle condizioni di Blanche: entrambi dissero però che la donna si era segregata in camera di propria volontà, e che loro l'avessero semplicemente assecondata. Fu ipotizzato che Blanche avesse deciso di recludersi volontariamente dopo che la madre l'aveva costretta ad abortire il figlio dell'avvocato parigino, ma non è stato mai chiarito se questo rispondesse al vero.
La Corte d'appello di Poitiers il 20 novembre 1901 condannò il fratello Marcel a 15 mesi di carcere. La madre dopo essere stata arrestata venne liberata a causa di problemi al cuore, e morì l'8 giugno 1901.
Blanche morì dodici anni dopo a 64 anni d'età all'Ospedale psichiatrico di Blois. Le turbe psichiche conseguenti alla propria reclusione in condizioni disumane (riconosciute come schizofrenia, anoressia nervosa, esibizionismo e coprofilia) erano estremamente gravi; anche durante il ricovero in manicomio non riacquistò le sue facoltà mentali.
Nel 1941 durante il periodo della Francia di Vichy venne emanata la "Legge sull'omissione di soccorso alle persone in difficoltà" che fu ispirata dal caso di Blanche Monnier.

## Influenza culturale
- Nel 1930 lo scrittore francese André Gide ha scritto La sequestrata di Poitiers, tradotto in italiano nel 1976; la storia è poco romanzata e aderente alla realtà dei fatti, a eccezione del nome di Blanche Monnier (cambiato in Mélanie Bastian), dei suoi familiari e delle domestiche.[9]
- Nel 1960 lo scrittore statunitense Henry Farrell ha scritto il romanzo thriller Che fine ha fatto Baby Jane? ispirandosi in parte alla vicenda (infatti una delle protagoniste del romanzo si chiama Blanche), dal libro è stato tratto il film omonimo del 1962 di Robert Aldrich e il film per la televisione del 1991.[10]
- Nel 2001 il professore emerito di scienze sociali all'Università di Poitiers Jean-Marie Augustin scrisse il libro L'histoire véridique de la séquestrée de Poitiers.[11]